# Loka pri Dobrni
Loka pri Dobrni este o localitate din comuna Dobrna, Slovenia, cu o populație de 38 de locuitori.